# The Natural Order
"The Natural Order" é o vigésimo episódio da terceira temporada da série de televisão de comédia de situação norte-americana 30 Rock, e o 56.° da série em geral. O seu argumento foi co-escrito pela produtora executiva Tina Fey e pelo co-produtor executivo John Riggi, enquanto a realização ficou sob responsabilidade de Scott Ellis. A sua transmissão nos Estados Unidos ocorreu na noite de 30 de Abril de 2009 através da rede de televisão National Broadcasting Company (NBC). Dentre as estrelas convidadas para o episódio, estão inclusas Elaine Stritch, Steve Buscemi, John Cunningham, e John Lutz.
No episódio, o executivo Jack Donaghy (interpretado por Alec Baldwin) descobre que a sua mãe Colleen Donaghy (Stritch) tem tido encontros românticos com um homem casado. Ao mesmo tempo, nos bastidores do TGS with Tracy Jordan, a showrunner Liz Lemon (Tina Fey) informa ao astro Tracy Jordan (Tracy Morgan) que ele não irá mais recebe tratamento preferencial pela equipa, mas não se apercebe que isso se aplica a ela também. Entretanto, a outra estrela do TGS, Jenna Maroney (Jane Krakowski), adopta um gibão e trata-o como se fosse seu próprio filho.
No geral, "The Natural Order" foi recebido com opiniões mistas pelos críticos especialistas em televisão do horário nobre, que condenaram a sua dependência em comédia física mas elogiaram o retorno de Stritch. De acordo com os dados publicados pelo serviço de registo de audiências Nielsen Ratings, o episódio foi assistido em 6,00 milhões de domicílios norte-americanos durante a sua transmissão original e foi-lhe atribuída a classificação de 2,7 e sete de share no perfil demográfico dos telespectadores entre os dezoito aos 49 anos de idade.

## Produção

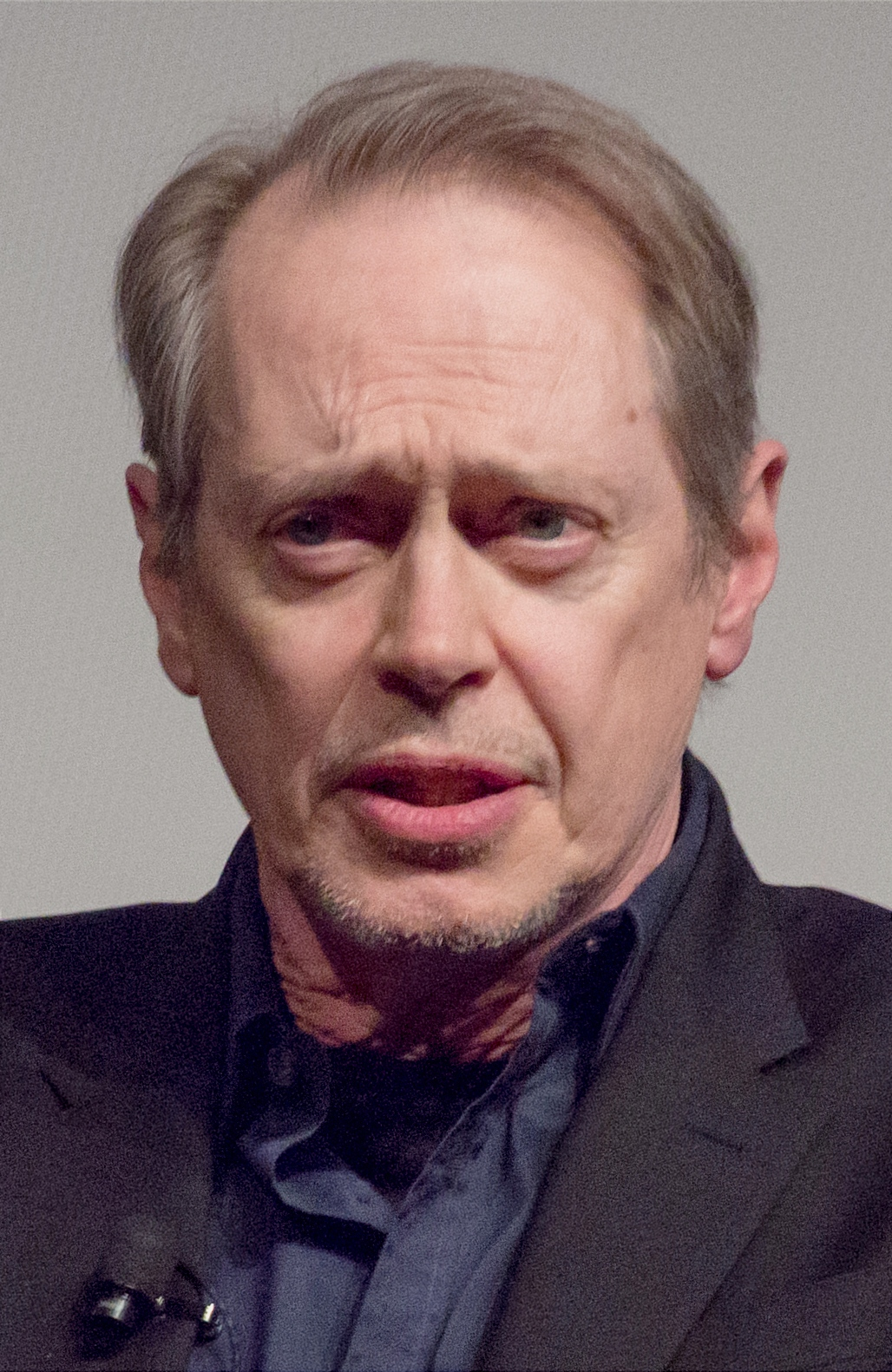
"The Natural Order" marcou a segunda participação de Steve Buscemi em 30 Rock.

"The Natural Order" é o vigésimo episódio da terceira temporada de 30 Rock. O seu argumento foi co-escrito por Tina Fey e John Riggi. Para Fey, criadora e produtora executiva de 30 Rock que assume ainda as funções de argumentista-chefe e actriz principal, este foi a sua 17.ª a receber crédito de argumentista em um episódio da série, enquanto para Riggi, co-produtor executivo desta temporada que também trabalha como realizador, foi a sua sétima vez. Além disso, foi a segunda e última vez que ambos colaboram em um guião para o seriado, após "The Head and the Hair" (2007). A realização de "The Natural Order" ficou sob a responsabilidade de Scott Ellis, que não realizava um episódio para a série desde "The Break-Up" (2006) na primeira temporada. Esta foi a última vez que Ellis viria a trabalhar na direcção artística de um episódio de 30 Rock.
Este episódio marcou a quinta participação especial da actriz Elaine Stritch em 30 Rock como Collen Donaghy, a mãe de Jack Donaghy. Para o actor Steve Buscemi, foi a sua segunda vez a desempenhar o detetive privado Lenny Wosniak, que apareceu pela primeira vez na série em "The Collection" (2007). Buscemi não só voltaria a participar da série em mais quatro episódios, como também viria a realizar um na terceira temporada e outro na sexta.
O actor e comediante Judah Friedlander, intérprete da personagem Frank Rossitano em 30 Rock, é conhecido pelos seus bonés de camioneiro de marca registada que usa dentro e fora da personagem Frank. Os chapéus normalmente apresentam palavras ou frases curtas estampadas neles. Friedlander afirmou que ele próprio é quem faz os acessórios. Revelou também que "alguns deles são brincadeiras íntimas, e alguns são simplesmente piadas." A ideia veio do persona de Friedlander nas suas apresentações de comédia stand up, nas quais os objectos de adorno estão todos estampados com a escrita "campeão mundial" em línguas e aparências diferentes. Em "The Natural Order," Frank usa bonés que leem "Crop Octagon" e "Drapes Carpet."

## Enredo
Com a ajuda do estagiário Kenneth Parcell (Jack McBrayer) e do produtor Pete Hornberger (Scott Adsit), Liz Lemon (Tina Fey) tenta engana Tracy Jordan (Tracy Morgan) a chegar a um ensaio a tempo. Tracy chega sem saber as horas e acusa Liz de racismo e de lhe tratar como uma criança. Então, ela desafia o actor a melhorar o seu comportamento para ser tratado como um adulto, mas ele responde enviando um gibão para o substituir no ensaio, ao qual Jenna Maroney (Jane Krakowski) adota como seu filho, chegando a vestí-lo com diversos trajes e comprando uma boneca para o animal. Porém,  Jenna acidentalmente sacode a cabeça da boneca e é atacada pelo gibão. Como consequência da falta de profissionalismo de Tracy, a argumentista-chefe ameaça-o a chegar a tempo com suas falas memorizadas no dia seguinte, caso ele realmente queira ser tratado sem favoritismos. Tracy rebate agindo profissionalmente, mas convencendo todos a tratarem Liz sem favoritismo também, forçando-a levantar botijas pesadas de água, peidando perto dela e convidando-a a um clube de strip junto com os outros guionistas do TGS. Liz, por sua vez, impede-o de ir ao clube de strip pois ele precisa escrever notas para o guião do próximo episódio do programa. Liz sente-se desconfortável no clube de strip e Tracy odeia escrever a noite toda, levando ambos a concordarem retornar à "ordem natural" das coisas, na qual recebem tratamento preferencial.
Ao mesmo tempo, Jack Donaghy (Alec Baldwin) está preocupado com sua mãe Colleen (Elaine Stritch). Ele diz a Liz que o aniversário do abandono do seu pai Jimmy Donaghy se avizinha, e ele fica com medo do efeito que isso terá em Colleen. Quando Jack chega ao quarto de hotel da sua mãe para levá-la para jantar, descobre que ela está hospedada com um homem de nome Paul (John Cunningham). Preocupado que ela tenha sido enganada por um vigarista no seu momento de luto, Jack pede ao seu investigador particular Lenny Wosniak (Steve Buscemi) para investigar Paul. O investigador não consegue encontrar nada de desagradável no passado do homem, mas informa a Jack sobre o seu casamento, ao qual Jack revela à sua mãe, que já tinha conhecimento e não se importa. Colleen também está surpresa por Jack ter pensado que o aniversário do abandono de Jimmy iria machucá-la, observando que, uma vez, Jimmy foi-se embora na primavera de 1957 e retornou para convidar-lhe a ver Some Like It Hot (1959). Jack comenta sobre isso com Liz e apercebe-se que o filme foi lançado em 1959, impossibilitando Jimmy de ser o seu pai biológico, porque Jack foi concebido em 1958, período no qual Jimmy esteve ausente.